# Bundesstraße 73
Die Bundesstraße 73 (Abkürzung: B 73) ist eine deutsche Bundesstraße und führt von Cuxhaven nach Hamburg.

## Geschichte

### Ursprung
Die Landstraße zwischen Buxtehude und Stade wurde 1832 fertiggestellt. Ab 1837 führte diese Chaussee durch die Buxtehuder Innenstadt, nachdem die „Lange Straße“ in Buxtehude entsprechend verbreitert wurde. Die Landstraße zwischen Stade und Cuxhaven wurde 1856 fertiggestellt.

### Frühere Strecken und Bezeichnungen
Ab 1932 wurde die Strecke als Fernverkehrsstraße 73 (FVS 73) und ab 1934 als Reichsstraße 73 (R 73) bezeichnet.

### Ersetzungen
Als erste Umgehungsstraße wurde von 1955 bis 1957 die Stader Umgehungsstraße erbaut. Sie entlastete die Stader Innenstadt vom Durchgangsverkehr. 1962 wurde die Umgehungsstraße in Buxtehude erbaut. Weitere Umfahrungen wurden in Cuxhaven-Groden (zusammen mit dem Autobahnkreisel am Beginn der A 27), in Cuxhaven-Altenbruch, in Neuhaus (Oste) und in Hemmoor (nur ein Teil des Ortes) sowie bei Horneburg vorgenommen.
Von 2007 bis 2009 wurde eine Umgehungsstraße südlich von Otterndorf gebaut. Von dieser ist als Vordringlicher Bedarf eine neue Trasse entlang der Niederelbebahn und dann nordöstlich um Cadenberge herum bis zur Ortslage Dobrock im Bundesverkehrswegeplan vorgesehen. Mittelfristig soll von dort eine Neutrassierung zum Kreuz Kehdingen an der A 20 / A 26 führen.
Der Autobahnzubringer Altenwalde soll langfristig an die bestehende Straße zwischen Altenbruch und Otterndorf (verschiedene Varianten in Planung) verlängert werden.
Zwischen Stade und Horneburg ist die parallel verlaufende Bundesautobahn 26 seit 2008 fertiggestellt, weitere Abschnitte bis Hamburg sollen folgen. Diese Autobahn wird die B 73 als Fernstraße ersetzen; über eine Abstufung bisheriger Bundesstraßen nach Bau einer parallelen Autobahn wird meist wenige Jahre nach Fertigstellung der Autobahn entschieden.

## Verlauf

Die B 73 mitten durch Otterndorf, alte Trassierung

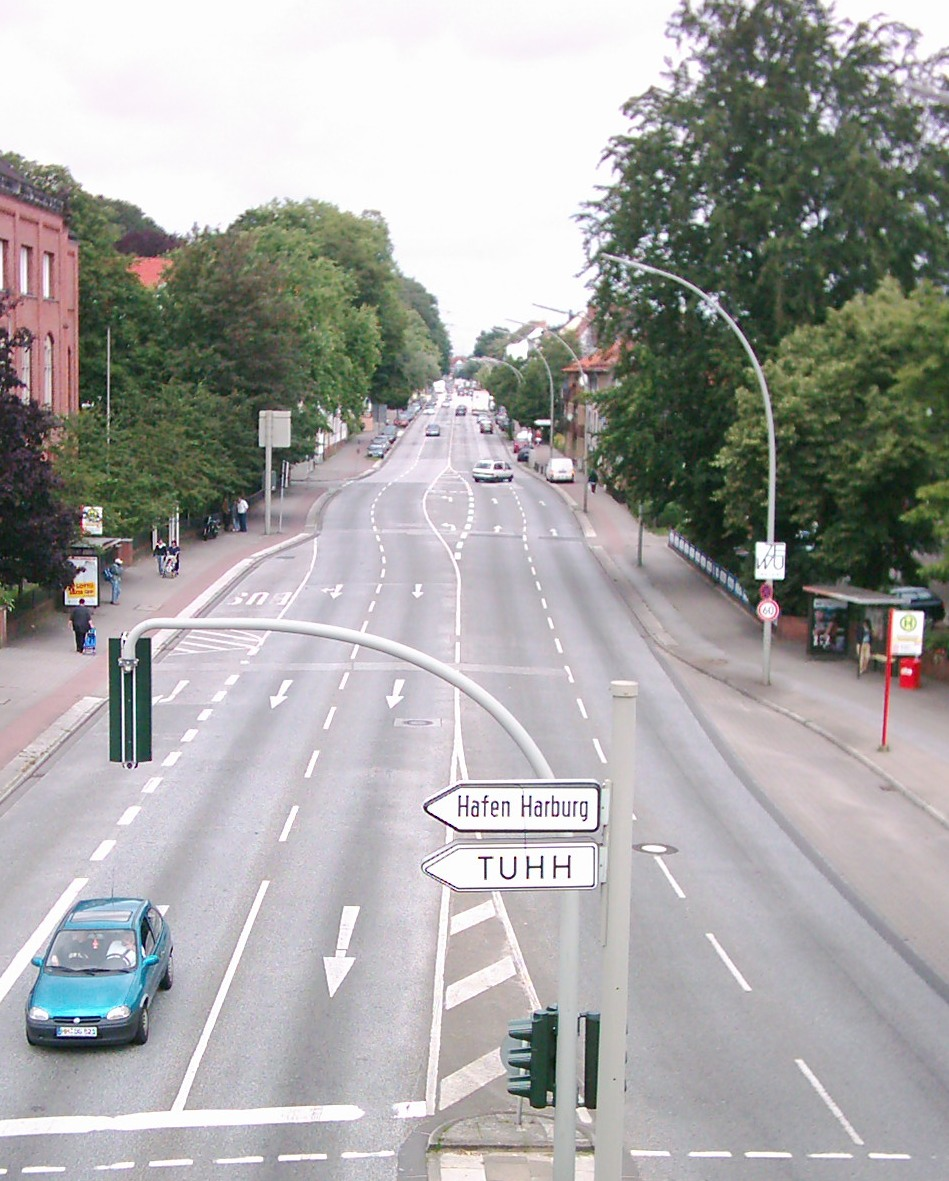
Die B 73 (Buxtehuder Straße) in Hamburg-Harburg

Die Bundesstraße 73 beginnt an der Autobahn-Anschlussstelle Altenwalde der A 27, führt auf dem Streckenverlauf der ehemaligen B 6 nördlich nach Cuxhaven, dann östlich über Otterndorf, vorbei an Neuhaus (Oste) über Cadenberge, Hemmoor (hier Kreuzung mit der B 495), Hechthausen, Himmelpforten, Stade (hier Abzweig der B 74), Horneburg, Buxtehude (im Ortsteil Ovelgönne Abzweig der B 3) und Neu Wulmstorf, bis sie in Hamburg-Harburg auf die hier gemeinsam verlaufenden Bundesstraßen 4 und 75 trifft.

### Gebietskörperschaften
- Niedersachsen
  - Landkreis Cuxhaven
    - Cuxhaven: Altenbruch
    - Samtgemeinde Land Hadeln: Otterndorf, Belum, Neuhaus (Oste), Cadenberge, Wingst
    - Samtgemeinde Hemmoor: Hechthausen, Hemmoor

  - Landkreis Stade
    - Samtgemeinde Oldendorf-Himmelpforten: Himmelpforten
    - Stade
    - Samtgemeinde Horneburg: Horneburg
    - Buxtehude

  - Landkreis Harburg
    - Gemeinde Neu Wulmstorf
- Hamburg
  - Bezirk Hamburg-Harburg
    - Hamburg-Neugraben-Fischbek
    - Hamburg-Hausbruch
    - Hamburg-Heimfeld
    - Hamburg-Harburg

### ÜberquerteGewässer
- Altenbrucher Kanal, in Cuxhaven Altenbruch
- Medem, in Otterndorf
- Hadelner Kanal, zwischen Otterndorf und Belum
- Aue (Oste), in Neuhaus (Oste)
- Neuhaus-Bülkauer Kanal, in Neuhaus (Oste)
- Oste, in Hechthausen
- Schwinge, in Stade
- Aue (Lühe), in Horneburg
- Este, in Buxtehude

## Verkehrssicherheit
Da die B 73 als „Todesstrecke“ oder „Todesstraße“ bekannt ist, soll sie zwischen Stade und Hamburg durch die A 26 ersetzt werden. Am 23. Oktober 2008 wurde das erste Teilstück der A 26 zwischen Horneburg und Stade freigegeben; das zweite Teilstück von Horneburg bis nach Jork wurde im Jahr 2014 für den PKW-Verkehr freigegeben.
Die etwa 100 Kilometer lange Hauptachse zwischen den beiden Städten Cuxhaven und Hamburg ist stark überlastet. Das ist auch einer der Gründe, der die B 73 zu einer so gefährlichen Strecke macht. Im Jahr 2003 benutzten täglich  31.189 Fahrzeuge die B 73 in Harburg.
In den Jahren 1995 bis 2000 ereigneten sich auf der B 73 jährlich durchschnittlich 71 schwerste Verkehrsunfälle mit 82 Schwerverletzten und zwölf Toten. Damit liegt die Bundesstraße 73 etwa 62 Prozent über dem Landesdurchschnitt.
Für den Bereich zwischen Hechthausen und Cuxhaven hatte man mit einer anderen Rechnung das Problem plastisch dargestellt: Legt man die Verkehrsunfälle von 1995 bis 2000 zu Grunde, passierte alle zwölf Meter ein Verkehrsunfall, wurde alle 120 Meter ein Mensch schwer verletzt und alle 1.200 Meter ein Mensch getötet. Die Hauptunfallursachen sind Alkohol und Geschwindigkeitsübertretungen.
2001 wurde darauf das Verkehrssicherheitsprojekt B 73 gegründet. Im Rahmen dieser Aktion wurden an der B 73 für jeden Toten ein weißes Holzkreuz aufgestellt. Zusätzlich wurden verunglückte Fahrzeuge an der Straße ‚ausgestellt‘, die aber nicht unbedingt aus realen Unfällen oder definitiv von der B 73 stammten. Die Zahl der schweren Unfälle ist von durchschnittlich 71 auf 47 im Jahr 2001, im Folgejahr auf 57 und 2003 auf 39 gesunken. Die Zahl der Schwerverletzten reduzierte sich von durchschnittlich 82 auf 55 im Aktionsjahr 2001, 60 im Folgejahr und 41 im Jahr 2003. Die Zahl der Toten sank von durchschnittlich zwölf auf sechs im Jahr 2001 und jeweils vier Opfer in den folgenden zwei Jahren.

## Tourismus
Regelmäßig zu Pfingsten findet im Buxtehuder Stadtteil Neukloster ein Pfingstmarkt statt. Aus diesem Anlass wird die B 73 zwischen Buxtehude-Süd und Hedendorf für drei Tage gesperrt, die Länge der Umleitung beträgt mehr als zehn Kilometer.

## Trivia
Thees Uhlmann thematisiert die B73 im Refrain seines Liedes „Fünf Jahre nicht gesungen“ als Beispiel für den meandernden Verlauf des Lebens und setzt der Straße so ein akustisches Denkmal. Zitat: „Das Leben ist kein Highway, es ist die B73“.